# 1892 au théâtre
| Années du théâtre : 1889 - 1890 - 1891 - 1892 - 1893 - 1894 - 1895    |
| Décennies du théâtre : 1860 - 1870 - 1880 - 1890 - 1900 - 1910 - 1920 |

## Pièces de théâtre représentées
- 23 avril : Monsieur chasse ! de Georges Feydeau, au Théâtre du Palais-Royal
- 15 septembre : Monsieur de Réboval, comédie en 4 actes d'E. Brieux au théâtre de l'Odéon.

## Naissances
- 5 avril : Alekseï Popov, metteur en scène russe, puis soviétique († 18 août 1961).
- 12 juin : Djuna Barnes, dramaturge et romancière américaine († 18 juin 1982).
- 30 juin : Pierre Blanchar, né Gustave Pierre Blanchard, acteur et metteur en scène français († 21 novembre 1963).
- 14 novembre : Maurice Escande, acteur français († 10 février 1973).

## Décès
- 7 mars : Étienne Arago
- 26 novembre : Charles Narrey, dramaturge français, mort le 10 août 1818.